# Oulad Hassoune
Oulad Hassoune  (in arabo أولاد حسون‎?) è un centro abitato e comune rurale del Marocco situato nella prefettura di Marrakech, regione di Marrakech-Safi. Conta una popolazione di 23 475 abitanti (censimento 2014).